# مین (خواننده ژاپنی)
مین (انگلیسی: May'n؛ زادهٔ ۲۱ اکتبر ۱۹۸۹) موسیقی‌دان اهل ژاپن است.